# The True Story of the Civil War

The True Story of the Civil War  est un court métrage documentaire américain réalisé par Louis Clyde Stoumen (en) et sorti en 1956.
Il a remporté l'Oscar du meilleur court métrage documentaire en 1957. C'est le premier des deux Oscars remportés par le réalisateur mort en 1991.

## Fiche technique
- Titre : The True Story of the Civil War
- Réalisation : Louis Clyde Stoumen (en)
- Producteur : Louis Clyde Stoumen
- Musique : Ernest Gold
- Format : noir et blanc
- Durée : 29 minutes
- Date de sortie : 1956